# Cormohipparion
Cormohipparion — викопний рід коней, що належав до триби Hipparionini, який мешкав у Північній Америці в період пізнього міоцену до пліоцену (від Гемпфілія до Бланкана за класифікацією NALMA). Цей стародавній вид коней виростав до 1 метра в довжину.

## Таксономія

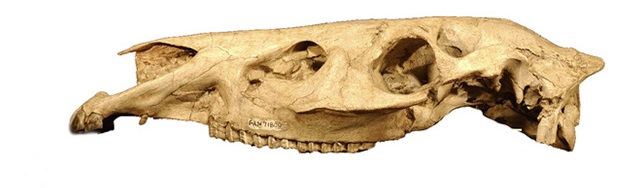
Череп

Рід Cormohipparion був створений для вимерлого гіпаріонового коня «Equus» occidentale, описаного Джозефом Лейді в 1856 році. Однак незабаром було стверджено, що частковий матеріал потрапляє в діапазон морфологічних варіацій, які спостерігаються в Hipparion, і що члени Cormohipparion належать натомість до Hipparion. Це ґрунтувалося на твердженнях про те, що доорбітальна морфологія не мала жодного таксономічного значення, твердження, яке детальне вивчення ділянок кар'єру пізніше виявилося помилковим.

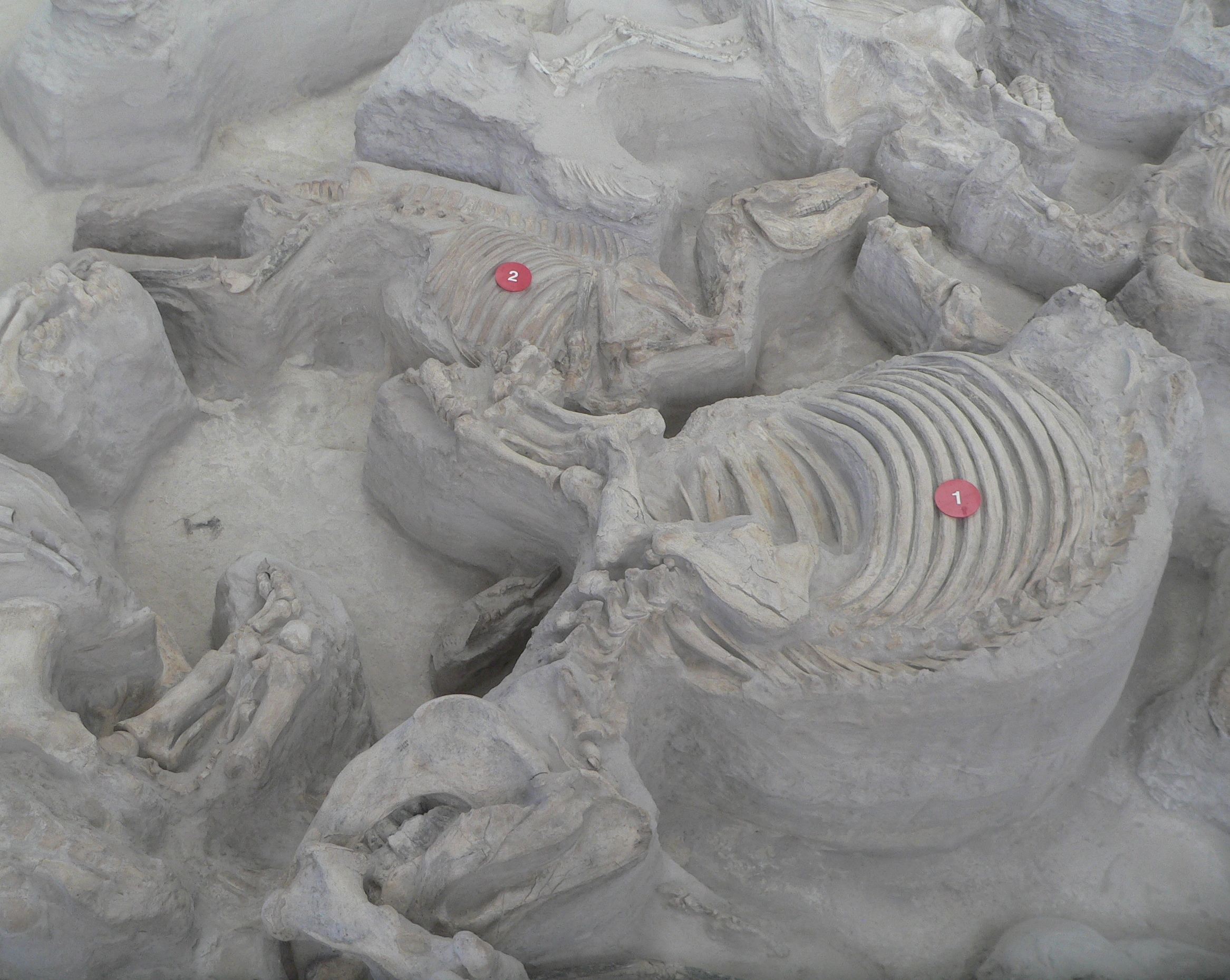
Cormohipparion і Teleoceras

Рід був спочатку ідентифікований за закритою передочноямковою ямкою, але пізніше дослідження щічних зубів, зокрема нижніх щічних зубів, зразків Cormohipparion виявили, що вони справді дійсні та відрізняються від Hipparion. Отже, у 1984 році було проведено переоцінку багатьох родів коней. C. ingenuum вважається першим доісторичним конем, описаним у Флориді, а також одним із найпоширеніших видів вимерлих видів трипалих коней, знайдених у Флориді. Cormohipparion emsliei відрізняється тим, що є останнім гіпаріоновим конем, відомим за скам'янілістю.
Вважається, що цей рід є предком Hippotherium. Його скам'янілості були знайдені навіть на півдні Мексики. Скам'янілості були знайдені в районах Великих рівнин і Ріо-Гранде в Північній Америці, Мексиці, Флориді і Техасі.